# Mircarvalhoia
Mircarvalhoia is een geslacht van wantsen uit de familie van de Miridae (Blindwantsen). Het geslacht werd voor het eerst wetenschappelijk beschreven door Kerzhner & Schuh in 1998.

## Soorten
Het genus is monotypisch en bevat alleen de volgende soort:

- Mircarvalhoia arecae (Miller & China, 1957)